# Gigalitz
Gigalitz är en bergstopp i Österrike.   Den ligger i distriktet Schwaz och förbundslandet Tyrolen, i den västra delen av landet, 400 km väster om huvudstaden Wien. Toppen på Gigalitz är 2 770 meter över havet.
Terrängen runt Gigalitz är huvudsakligen mycket bergig. Närmaste större samhälle är Mayrhofen, 11,2 km norr om Gigalitz. 
Trakten runt Gigalitz består i huvudsak av gräsmarker. Runt Gigalitz är det ganska glesbefolkat, med 42 invånare per kvadratkilometer.